# Христич, Мария Феоктистовна
Мария Феоктистовна Христич (24 апреля 1921, село Савинцы, Изюмский уезд, Харьковская губерния, Украинская ССР — 23 февраля 1997, посёлок Курдюмовка, Луганская область, Украина) — звеньевая молочного совхоза «Никитовский» Министерства совхозов СССР, Дзержинский район Сталинской области, Украинская ССР. Герой Социалистического Труда (1949).

## Биография
Родилась в 1921 году в крестьянской семье в селе Савинцы Изюмского уезда. В начале 1930-х годов её родители переехали в село Курдюмовка, где она окончила местную сельскую школу. Трудилась в колхозе «Никитовский» Дзержинского района. После начала Великой Отечественной войны эвакуировалась в Горьковскую область. После освобождения Донбасса от немецко-фашистских захватчиков возвратилась в Дзержинский район. Восстанавливала разрушенное совхозное хозяйство. В послевоенное время — звеньевая комсомолько-молодёжного полеводческого звена в этом же совхозе.
В 1948 году звено под её руководством собрало в среднем с каждого гектара по 31,5 центнеров пшеницы на участке площадью 28 гектаров. Указом Президиума Верховного Совета СССР от 14 мая 1949 года удостоена звания Героя Социалистического Труда за «получение высоких урожаев пшеницы в 1948 году» с вручением ордена Ленина и золотой медали «Серп и Молот» (№ 3601).
Этим же указом званием Героя Социалистического Труда были награждены труженики совхоза «Никитовский» управляющий фермой Иван Васильевич Кочегаров и бригадир Данила Кириллович Заец.
С 1949 года трудилась на Курдюмовском заводе кислотоупорных изделий.
После выхода на пенсию проживала в посёлке Курдюмовка. Умерла в феврале 1997 года.